# Gabriella Pescucci
Gabriella Pescucci est une costumière italienne née le 11 janvier 1943 à Rosignano dans la Province de Livourne en Italie.

## Biographie
Gabriella Pescucci, après des études à l'Institut d'Art de Florence (it), déménage à Rome au milieu des années 1960 et devient assistante de plusieurs scénographes (Pier Luigi Pizzi, Piero Tosi), avant de travailler seule pour Giuseppe Patroni Griffi, puis pour Mauro Bolognini,.
Elle travaille aussi en parallèle pour le théâtre et l'opéra, avec des metteurs en scène tels que par exemple Mauro Bolognini, Luchino Visconti ou Liliana Cavani. Au cours des années 2010 elle collabore également à des séries télévisées renommées (The Borgias).

## Opéra (sélection)
Source : Operabase
- 2013 : Pagliacci, Théâtre Mikhaïlovsky de Saint-Pétersbourg
- 2013 : Cavalleria rusticana, Théâtre Mikhaïlovsky de Saint-Pétersbourg
- 2013 : Don Pasquale, Teatro Real de Madrid
- 2014 : La Bohème, Opéra national de Paris
- 2015 : Cavalleria rusticana, Théâtre Mikhaïlovsky de Saint-Pétersbourg
- 2015 : Pagliacci, Théâtre Mikhaïlovsky de Saint-Pétersbourg
- 2016 : La Bohème, Amphithéâtre de Cagliari

## Filmographie (sélection)

### Cinéma
- 1971 : Dommage qu'elle soit une putain (Addio fratello crudele) de Giuseppe Patroni Griffi
- 1973 : Ce cochon de Paolo (Paolo il caldo) de Marco Vicario
- 1974 : La Grande Bourgeoise (Fatti di gente per bene) de Mauro Bolognini
- 1975 : Divine Créature ('Divina creatura) de Giuseppe Patroni Griffi
- 1976 : L'Héritage (L'eredità Ferramonti) de Mauro Bolognini
- 1978 : Répétition d'orchestre (Prova d'orchestra) de Federico Fellini
- 1980 : La Cité des femmes (La citta delle donne) de Federico Fellini
- 1981 : Passion d'amour (Passione d'amore) d'Ettore Scola
- 1981 : Trois Frères (Tre fratelli) de Francesco Rosi
- 1982 : La Nuit de Varennes d'Ettore Scola
- 1984 : Il était une fois en Amérique (Once Upon a Time in America) de Sergio Leone
- 1984 : Le Bon Roi Dagobert (Dagobert) de Dino Risi
- 1984 : Aurora (Qualcosa di biondo) de Maurizio Ponzi
- 1986 : Le Nom de la rose de Jean-Jacques Annaud
- 1987 : La Famille (La famiglia) d'Ettore Scola
- 1988 : Les Aventures du baron de Münchhausen (The Adventures of Baron Munchausen) de Terry Gilliam
- 1988 : Un été en enfer d'Ivan Passer
- 1989 : Splendor d'Ettore Scola
- 1989 : Quelle heure est-il (Che ora è ?) d'Ettore Scola
- 1992 : Indochine de Régis Wargnier
- 1993 : Le Temps de l'innocence (The Age of Innocence) de Martin Scorsese
- 1993 : Per amore, solo per amore de Giovanni Veronesi
- 1994 : La Nuit et le Moment (The Night and the Moment) d'Anna Maria Tatò
- 1995 : Les Amants du nouveau monde (The Scarlet Letter) de Roland Joffé
- 1996 : Albergo Roma (it) d'Ugo Chiti
- 1998 : La Courtisane (A Destiny of Her Own) de Marshall Herskovitz
- 1998 : La Cousine Bette (Cousin Bette) de Des McAnuff
- 1998 : Les Misérables de Bille August
- 1999 : Le Temps retrouvé de Raoul Ruiz
- 1999 : Le Songe d'une nuit d'été (William Shakespeare's a Midsummer Night's Dream) de Michael Hoffman
- 2003 : Sous le ciel de Sicile (Perdutoamor) de Franco Battiato
- 2004 : Van Helsing de Stephen Sommers
- 2005 : Les Frères Grimm (The Brothers Grimm) de Terry Gilliam
- 2005 : Charlie et la Chocolaterie (Charlie and the Chocolate Factory) de Tim Burton
- 2009 : Agora d'Alejandro Amenábar
- 2010 : La prima cosa bella de Paolo Virzì

### Télévision
- 2011-2013 : The Borgias (29 épisodes)
- 2014-2016 : Penny Dreadful (27 épisodes)

## Distinctions

### Récompenses
- Oscar de la meilleure création de costumes
  - en 1994 pour Le Temps de l'innocence
- British Academy Film Award des meilleurs costumes
  - en 1985 pour Il était une fois en Amérique
  - en 1990 pour Les Aventures du baron de Münchhausen
- David di Donatello du meilleur créateur de costumes
  - en 1983 pour La Nuit de Varennes
  - en 1987 pour Le Nom de la rose
- Ruban d'argent des meilleurs costumes
  - en 1975 pour La Grande Bourgeoise
  - en 1976 pour Divine Créature
  - en 1980 pour La Cité des femmes
  - en 1987 pour Le Nom de la rose
  - en 1990 pour Les Aventures du baron de Münchhausen
  - en 1994 pour Le Temps de l'innocence
  - en 2006 pour Charlie et la Chocolaterie
  - en 2010 pour La prima cosa bella
  - en 2010 pour Agora
- Prix Goya des meilleurs costumes
  - en 2010 pour Agora

### Nominations
- Oscar de la meilleure création de costumes :
  - en 1990 pour Les Aventures du baron de Münchhausen
  - en 2006 pour Charlie et la Chocolaterie
- British Academy Film Award des meilleurs costumes
  - en 2006 pour Charlie et la Chocolaterie
- César des meilleurs costumes
  - en 1993 pour Indochine
  - en 2000 pour Le Temps retrouvé
- David di Donatello du meilleur créateur de costumes
  - en 1981 pour Passion d'amour
  - en 1987 pour La Famille
  - en 1989 pour Splendor
  - en 1994 pour Per amore, solo per amore
  - en 2010 pour La prima cosa bella
- Ruban d'argent des meilleurs costumes
  - en 1983 pour La Nuit de Varennes
  - en 1996 pour La Nuit et le Moment
  - en 2004 pour Perdutoamor
  - en 2005 pour Van Helsing